# Precisionsorientering
Precisionsorientering (Pre-O) är en form av orientering och var från början till för handikappade men utövas idag också av många andra. Man förflyttar sig bara på stigar och vägar som är framkomliga för såväl rullstol som barnvagn.
När man kommer fram till en kontroll står man kvar på stigen och betraktar upp till fem alternativa orienteringsskärmar där det gäller att avgöra vilken det är som är angiven på kartan och kontrolldefinitionen. Det kan också vara så att alla skärmar sitter fel. Man stämplar sedan i rätt ruta på ett startkort. Den som har flest rätt stämplar vid målgång vinner.
En del kontroller är tidskontroller och där gäller det att bestämma sig inom 60 sekunder. Om två tävlande har lika många rätt vid målgång så avgör tiden på tidskontrollen.
I Sverige finns för närvarande ca 140 rankade precisionsorienterare (antagligen fler som utövar sporten).
Pre-O ställer extra höga krav på kartans exakthet och prövar de tävlandes förmåga att studera fina detaljer i kartbilden.

## Bilder

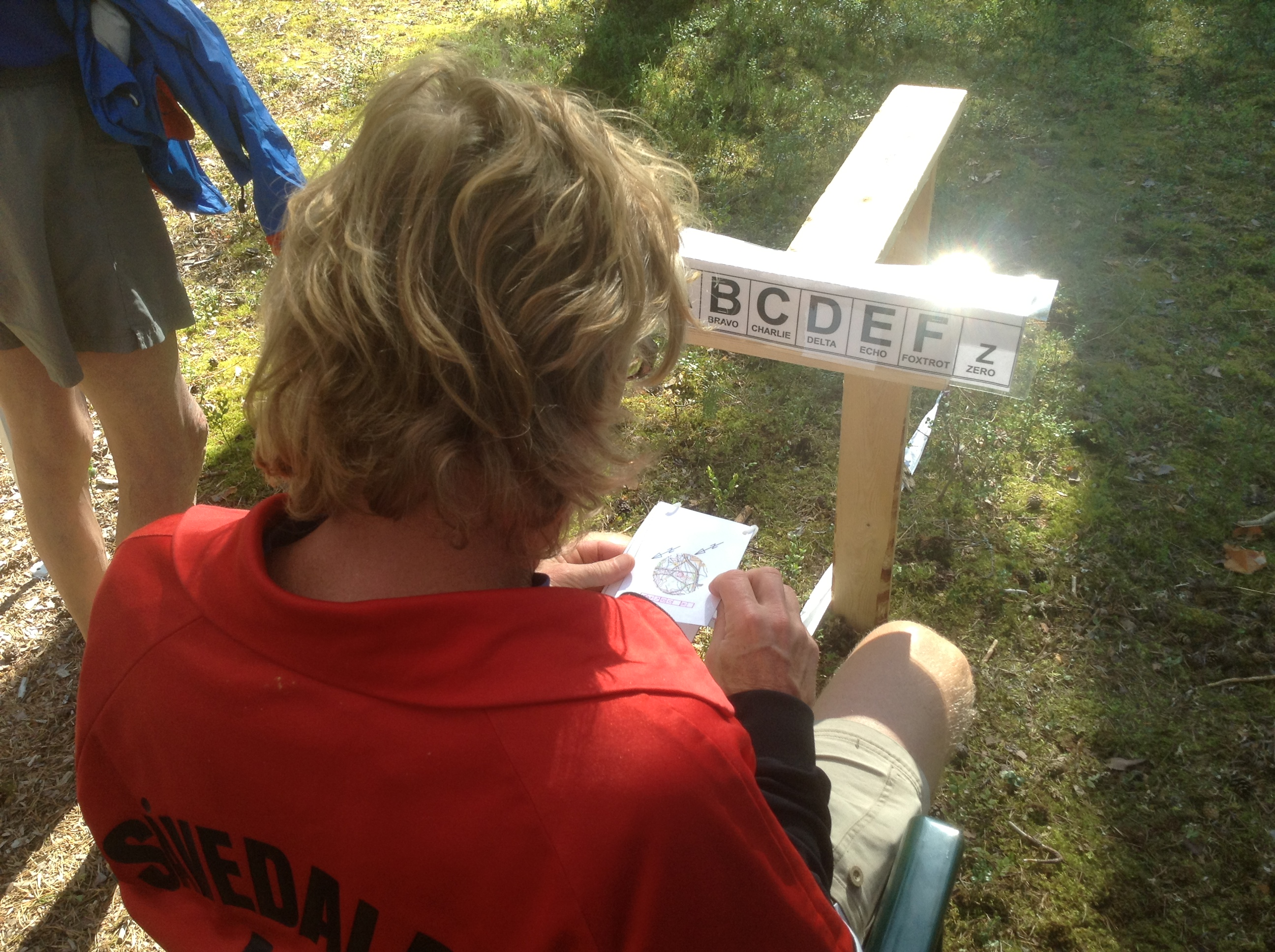
Exempel på tidskontroll, VM i Vuokatti 2013
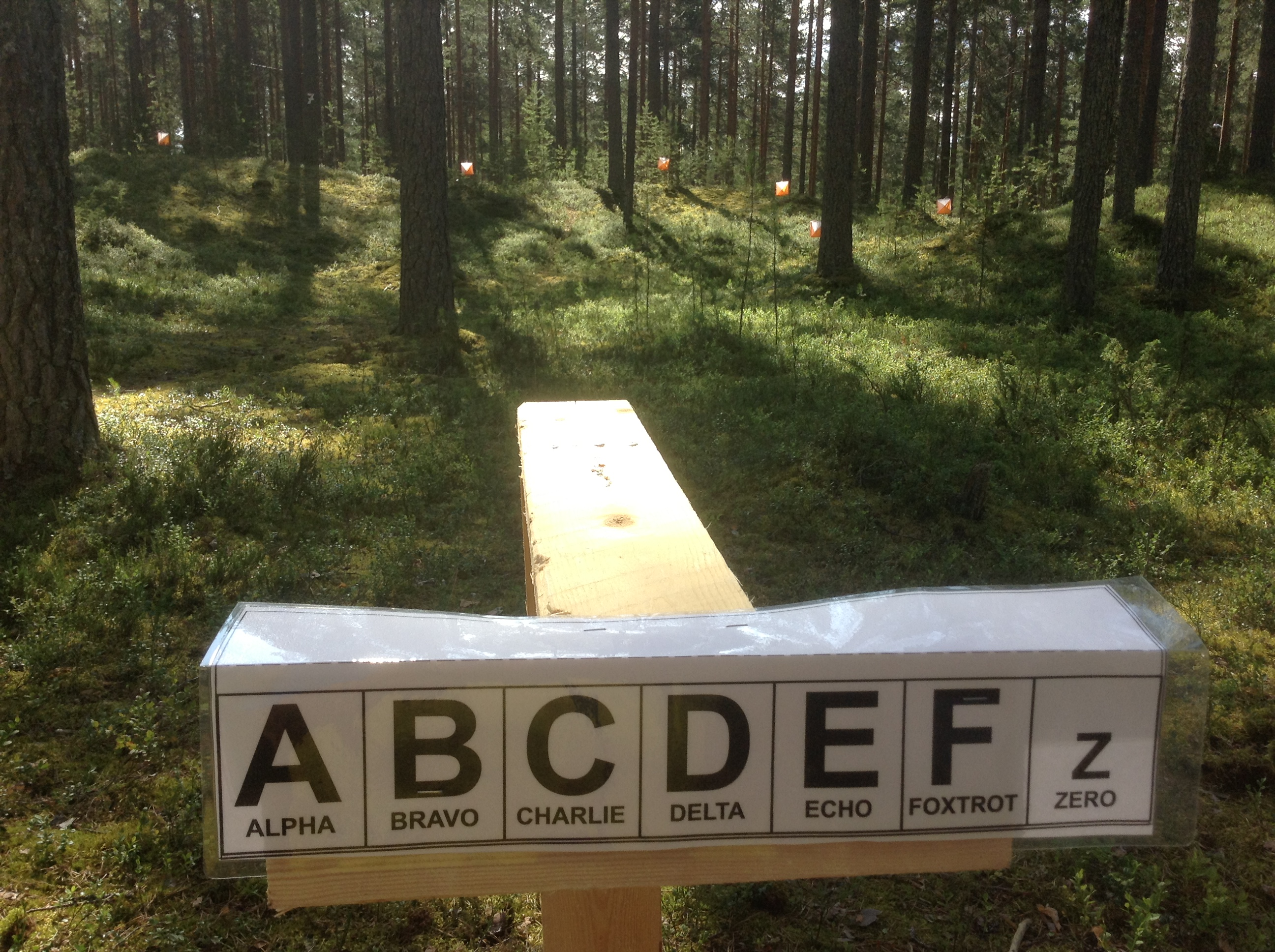
Exempel på tidskontroll, VM i Vuokatti 2013